# فيكتور بيريز ألونسو
فيكتور بيريز ألونسو (بالإسبانية: Víctor Pérez Alonso) (من مواليد 12 يناير 1988 في ألباسيتي، كاستيا-لا مانتشا) هو لاعب كرة قدم إسباني، يلعب لنادي ريال بلد الوليد في مركز خط الوسط.

## وصلات خارجية
- فيكتور بيريز ألونسو على موقع قاعدة بيانات كرة القدم.إي يو (الإنجليزية)
- فيكتور بيريز ألونسو على موقع Soccerbase.com (لاعب) (الإنجليزية)
- فيكتور بيريز ألونسو على موقع Soccerway.com (الإنجليزية)
- فيكتور بيريز ألونسو على موقع عالم كرة القدم.نت (الإنجليزية)
- فيكتور بيريز ألونسو على موقع AS.com (الإسبانية)

- Valladolid official profile (بالإسبانية)
- BDFutbol profile
- Futbolme profile (بالإسبانية)
- Transfermarkt profile